# Cryptogramma crispa
Cryptogramma crispa é uma espécie de feto pertencente à família Pteridaceae. 
A autoridade científica da espécie é (L.) R. Br. ex Hook., tendo sido publicada em Gen. Fil. pl. 115B. 1842.

## Etimologia
Cryptográmma: nome genérico que deriva do grego kryptós = oculto; e grammé = "linha". A linha de soros está coberta pela margem encurvada da fronde.
crispa, epíteto específico que significa ondulado.

## Portugal
Trata-se de uma espécie presente no território português, nomeadamente em Portugal Continental.
Em termos de naturalidade é nativa da região atrás referida.

## Protecção
Não se encontra protegida por legislação portuguesa ou da Comunidade Europeia.